# Kleiner Moschusflughund

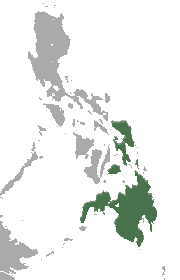
Verbreitungsgebiet des Kleinen Moschusflughundes

Der Kleine Moschusflughund (Ptenochirus minor) ist ein auf den südlichen und zentralen Philippinen verbreitetes Fledertier in der Unterfamilie der Kurznasenflughunde. Er bildet zusammen mit dem Großen Moschusflughund (Ptenochirus jagori) die Gattung Ptenochirus. Das Typusexemplar stammt vom Berg Talomo auf Mindanao.

## Merkmale
Die Art ist mit einer Kopf-Rumpf-Länge von 104 bis 113 mm, einer Schwanzlänge von 7 bis 12 mm und einem Gewicht von etwa 50 g ein mittelgroßer Flughund, jedoch kleiner als der Große Moschusflughund. Es sind 70 bis 78 mm lange Unterarme, Hinterfüße von 18 bis 20 mm Länge und 19 bis 22 mm lange Ohren vorhanden. Weibchen sind kleiner und etwas heller gefärbt als Männchen. Auf der Oberseite und auf dem Kopf ist die Grundfarbe dunkelgrau und um die Schultern bilden rotbraune Haare eine Halskrause. Typisch für den Kopf sind kurze rohrförmige Nasenöffnungen, zwei kissenartige Wülste über der Oberlippe, zwei gleichartige Wülste auf der Unterlippe mit kleinen Knöllchen, recht große Augen mit olivbrauner Iris und große abgerundete Ohren. Der deutsche Name bezieht sich auf eine Drüse bei Männchen, die der Halskrause einen moschusartigen bis zimtigen Duft verleiht. Der Kleine Moschusflughund hat eine etwas hellere graubraune Unterseite und schwarzbraune Flughäute. Die Art besitzt einen kurzen Fersensporn (Calcar) und eine Putzkralle am zweiten Finger. Kleine Differenzen im Gebiss- und Schädelbau unterscheiden die Art vom Großen Moschusflughund. Die Zahnformel lautet I 2/1, C 1/1, P 3/3, M 1/2, was 28 Zähne im Gebiss ergibt.

## Verbreitung und Lebensweise
Dieser Flughund lebt auf Mindanao und Leyte sowie auf kleinen umliegenden Inseln. Er bewohnt das Flachland und Gebirge bis 1600 Meter Höhe. Als Habitat dienen ursprüngliche und teilweise wieder aufgeforstete tropische Regenwälder. Diese sind oft mit Moos bewachsen.
In höheren Lagen teilen sich die Art und der Große Moschusflughund das Revier. Die Nahrung besteht vorwiegend aus Feigen und teilweise aus Bananen, die in Plantagen aufgefunden werden. Die Tiere ruhen im Blattwerk der Bäume und Sträucher, die manchmal nur 2 Meter hoch sind. Weibchen mit je einem neugeborenen Nachkommen sind aus den Monaten Juli und August bekannt. Die Jungtiere einer Gruppe werden etwa gleichzeitig geboren.

## Gefährdung
In tieferen Lagen wirken sich Waldrodungen negativ aus. Aufgrund verschiedener Schutzgebiete und fehlenden Bedrohungen in den Gebirgen gilt die Gesamtpopulation als stabil. Die IUCN listet den Kleinen Moschusflughund als nicht gefährdet (least concern).